# Noskowo (osada w województwie zachodniopomorskim)
Noskowo – osada w Polsce, położona w województwie zachodniopomorskim, w powiecie sławieńskim, w gminie Sławno.
W latach 1975–1998 miejscowość położona była w województwie słupskim.
Zobacz też: Noskowo, Nosków